# Milion lat przed naszą erą (film 1940)
Milion lat przed naszą erą (ang. One Million B.C.) – amerykański film fantasy z 1940 roku wyprodukowany przez Hal Roach Studios i wydany przez United Artists.
W filmie występuje Victor Mature jako główny bohater w roli Tumaka, młodego jaskiniowca, który stara się zjednoczyć niecywilizowane Plemię Skały i pokojowe Plemię Muszli, Carole Landis w roli Loany, córki wodza Plemienia Muszli i wybranki Tumaka, oraz Lon Chaney Jr. w roli ojca Tumaka i przywódcy plemienia Skały. Nazwisko w materiałach promocyjnych Chaneya różnią się od tych z jego macierzystego studia Universal Pictures tym, że Hal Roach zdecydował się dodać „Jr.” zamiast promować go pod nazwiskiem ojca, prawdopodobnie dlatego, że Roach współreżyserował film ze swoim synem Halem Roachem Jr.
Film odniósł duży sukces i był nominowany do dwóch Oscarów za efekty specjalne i ścieżkę dźwiękową.

## Obsada
- Victor Mature jako Tumak
- Carole Landis jako Loana
- Lon Chaney Jr. jako Akhoba
- John Hubbard jako Ohtao
- Nigel De Brulier jako Peytow
- Mamo Clark jako Nupondi
- Inez Palange jako Tohana
- Edgar Edwards jako Skakana
- Jacqueline Dalya jako Soaka
- Mary Gale Fisher jako Wandi
- Conrad Nagel jako antropolog / narrator

## Produkcja
Producent Hal Roach zatrudnił D.W. Griffitha do wyprodukowania tego filmu oraz Myszy i ludzi, pisząc do niego: „Potrzebuję pomocy od strony produkcji, aby wybrać odpowiednich scenarzystów, obsadę itp. i ogólnie pomocy mi w nadzorowaniu tych obrazów”.
Griffith miał napisać scenariusz oparty na francuskiej powieści Eugene’a Roche’a.
Chociaż Griffith ostatecznie nie zgodził się z Roachem w sprawie produkcji i rozstał się, Roach później poświadczał, że niektóre sceny w ukończonym filmie zostały wyreżyserowane przez Griffitha. Dzięki temu film byłby ostateczną produkcją, w której Griffith był aktywnie zaangażowany. Ale członkowie obsady pamiętali, że Griffith reżyserował tylko sceny do pokazów testowych i testy kostiumów. Kiedy Roach reklamował film pod koniec 1939 roku, a Griffith był wymieniony jako producent, Griffith poprosił o usunięcie jego nazwiska.
Victor Mature właśnie zadebiutował w filmie Córka gospodyni Hala Roacha. Roach podpisał z nim siedmioletni kontrakt.
„Griffith wykonał wszystkie testy”, wspomina Mature. „Testował przez sześć miesięcy. Nie wiem, czego szukał. Lepiej by było, gdyby staruszek wyreżyserował obraz. Pewnego dnia po prostu go już nie było.”
Film był nominowany do dwóch Oscarów: za najlepszą muzykę i najlepsze efekty specjalne (Roy Seawright, Elmer Raguse). „Dinozaury” i „prehistoryczne ssaki” widoczne w filmie to świnia w gumowym kombinezonie Triceratopsa, aktor w kostiumie allozaura, młody słoń ze sztucznymi kłami i futrem przypominającym mamuta włochatego, piżmowiec arktyczny, pancernik dziewięciopaskowy z naklejonymi rogami, młody aligator z przyklejonym na grzbiecie żaglem podobnym jak u Dimetrodona, legwan nosorogi, wąż, ostronos, waran, jaszczurka z rodziny Anolis i teju argentyński.

## Dziedzictwo
Ujęcia z tego filmu, a także liczne niewykorzystane sceny i wycinki trafiły do biblioteki materiałów filmowych. Materiał ten był następnie używany przez wiele firm przez lata przez producentów, którzy chcieli zaoszczędzić pieniądze na kosztownych ujęciach z efektami specjalnymi w filmach z dinozaurami. Nawet kilka westernów wykorzystało materiał filmowy przedstawiający osuwiska i wulkany z tego filmu. Z tego powodu materiał filmowy z tego filmu pojawił się w wielu filmach w latach czterdziestych, pięćdziesiątych i sześćdziesiątych XX wieku. Te filmy to Tarzan’s Desert Mystery (1943), jeden z rozdziałów serialu Superman (1948), Atom Man vs. Superman (1950), Two Lost Worlds (1950), The Lost Volcano (1950; jeden z filmów z serii Bomba, The Jungle Boy), amerykańska wersja Godzilla kontratakuje znana jako Gigantis the Fire Monster (1959), Jungle Manhunt (1951; jeden z filmów z serii Jungle Jim), Smoky Canyon (1952), odcinek The Schaefer Century Theatre „Yesterday's World” (1952), Untamed Women (1952), Przybysz z kosmosu (1953), The Lost Planet (1953), King Dinosaur (1955), film krótkometrażowy Three Stooges Space Ship Sappy (1957), Teenage Caveman (1958), She Demons (1958), Valley of the Dragons (1961), Journey to the Centre of Time (1967), Horror of the Blood Monsters (1970; materiał filmowy został pokazany w kolorowym odcieniu), meksykańskie filmy La isla de los dinosaurios (1967), Aventura al centro de la tierra (1966) i Los fantasmas burlones (1964), One Million AC / DC (1970), TerrorVision i Attack of the B Movie Monster (1989). Technika wykorzystywania optycznie powiększonych jaszczurek i młodych krokodyli do reprezentowania dinozaurów została przez fanów nazwana „slurpasaur”.
W 1966 roku film został zremake’owany jako Million lat przed naszą erą (oryg. One Million Years B.C.) z udziałem Johna Richardsona jako Tumaka i Raquel Welch jako Loany.
Film był oskarżony o okrucieństwa wobec zwierząt, w tym małego aligatora grającego Dimetrodona zmuszonego do walki z teju. Ten film spowodował, że Society for the Prevention of Cruelty to Animals zakazało wielu metod traktowania zwierząt, które miały miejsce podczas produkcji.
Film został poddany koloryzacji.